# 許雄 (ラグビー選手)
許雄（ホ・ウン 1985年1月13日- ）は、韓国出身 のラグビー選手。

## プロフィール
- ポジションはプロップ。
- 身長 185 cm、体重 116 kg
- 血液型はA型。
- 韓国代表に選ばれたことがある[2]。

## 経歴
テグ商業高、延世大学を卒業後、大韓民国国軍体育部隊(尚武) を経て、2009年、NTTドコモレッドハリケーンズに加入。
2016年、釜石シーウェイブスに加入。
2018年、釜石シーウェイブスを退団した。